# Председнички избори у САД 1832.
Председнички избори у Сједињеним Државама 1832. били су 12. четворогодишњи председнички избори, одржани од петка, 2. новембра до среде, 5. децембра 1832. Актуелни председник Ендру Џексон, кандидат Демократске странке, победио је Хенрија Клеја, кандидата Националне републиканске странке.
На изборима су први пут коришћене конвенције за председничке номинације, а демократе, национални републиканци и Анти-масонска партија су користили конвенције за одабир својих кандидата. Џексон је добио поновну номинацију без противљења, а Демократска национална конвенција из 1832. заменила је потпредседника Џона К. Калхуна Мартином Ван Бјуреном. Национална републиканска конвенција је номиновала карту коју је водио Клеј, Кентакијанац који је био државни секретар под председником Џоном Квинсијем Адамсом. Антимасонска партија, једна од првих великих трећих страна у САД, номиновала је бившег државног тужиоца Вилијама Вирта.
Џексон се суочио са тешким критикама због својих поступака у рату са банкама, али је остао популаран у широј јавности. Освојио је већину гласова народа и 219 од 286 електорских гласова, чинећи већину држава изван Нове Енглеске. Клеј је освојио 37,4% гласова и 49 електорских гласова, док је Вирт освојио 7,8% гласова и носио је државу Вермонт. Гувернер Вирџиније Џон Флојд, који није водио активну кампању, освојио је електорске гласове у Јужној Каролини. Након избора, чланови Националне републиканске партије и Антимасонске партије формирали су Виговску партију, која је постала главни противник демократа у наредне две деценије.